# Alyxia sulana
Alyxia sulana är en oleanderväxtart som beskrevs av F. Markgraf. Alyxia sulana ingår i släktet Alyxia och familjen oleanderväxter. Inga underarter finns listade i Catalogue of Life.